# 孙世祥
孙世祥（1969年11月—2001年10月），作家，著有自传体长篇小说《神史》等。1969年11月出生于云南省昭通市巧家县荞麦地乡发拉村黑梁子的农民家庭，2001年10月因肝硬化在昆明去世，时年32岁。早逝却留下了大量小说、诗歌等手稿，孙世祥被称为“以命相搏的写作者”。

## 生平

### 个人生活
孙世祥生于云南东北部乌蒙山系大药山区贫苦农民家庭，父孙正国、母陈正芬。受气候、生态条件所限，其家以农、牧业生产为主，牧业产出为羊毛、整羊，农业产出为荞麦、土豆，劳动所出仅足温饱。1980年代，中国义务教育尚对受教育者收取费用，由于学费与生活支出的沉重负担，孙家依靠家庭举债及亲戚帮扶完成小学、初中、高中、大专阶段学习，其毕业学校分别为发拉村小学，巧家二中、巧家三中（初中补习一年）、巧家一中、昭通师范高等专科学校。孙世祥1991年毕业后被分配至巧家二中任教师，负责语文教学。县城周边失学无业青少年滋扰学校，孙世祥与其产生冲突，于1992年秋季学期受到校内几人伙同流氓恶势力的暴力侵害，包括羞辱及殴打，从学校出走。当年冬天，携母、弟迁至西双版纳勐腊县勐满镇中老边境附近安家，1993年春母、弟无法适应迁居后生活回发拉。孙世祥于1993年春季学期在广州流浪，秋季回校上课。1994年12月再次被地方恶势力暴力侵害而离开学校，1995年10月应聘至昆明日报任编辑。1996年3月参加省级公务员考试，并于10月成为云南省国家保密局公务员。2001年9月住院确诊为肝硬化晚期，2001年10月6日在昆明去世。

### 学习与创作
孙世祥在巧家二中、巧家县一中就读初中及高中期间，阅读了学校图书馆及县图书馆的书籍，开始文学创作练习。在昭通师专中文系就读期间，创作了《发拉》、《土地谣》、《父亲》等诗歌。从昭通师专毕业后，在学校工作期间孙世祥写作长篇小说《天高但抚膺》。成为公务员后，他开始小说、散文、古代诗的创作，作品包括《巧家有个发拉村》、《孙世祥传》、《孙子操》、《新孙子兵法》等。1997年写作《神史》（原名《天未甘就陶铸出》），2000年修改完第二稿。

## 作品风格及影响
长篇小说《神史》为孙世祥代表作，2004年由云南美术出版社出版，2011年由语文出版社再版。小说表现了在封闭、保守、消极的文化传统和暴力维系的秩序结构下，某一群体走向社会崩溃与生态毁灭的命运。作品出版后，受到钱理群、王小山、十年砍柴、白岩松、王旭明、余世存等推荐，认为作品真实深刻，反映了典型的中国农村社会过去几十年间的现实与变迁，同时刻画了农村出身年轻人为生存奋斗的思想与行动轨迹。